# Ictinogomphus acutus
Ictinogomphus acutus är en trollsländeart som först beskrevs av Harry Hyde Laidlaw, Jr. 1914.  Ictinogomphus acutus ingår i släktet Ictinogomphus och familjen flodtrollsländor. IUCN kategoriserar arten globalt som nära hotad. Inga underarter finns listade i Catalogue of Life.